# مجاعة جنوب السودان 2017
مجاعة جنوب السودان في 20 فبراير 2017 أعلنت جنوب السودان والأمم المتحدة المجاعة في أجزاء من ولاية الوحدة الواقعة في أعالي نهر النيل، وحذرت المنظمة الأممية من إمكانية انتشار المجاعة بسرعة كبيرة إلى بقية الولايات إن لم تتخذ دولة جنوب السودان المزيد من الإجراءات لمعالجة الأزمة. تأثر أكثر من 100.000 شخص جراء الحرب الأهلية السودانية والانهيار الاقتصادي التي تعاني منه البلاد، وقال برنامج الأغذية العالمي للأمم المتحدة أن 40٪ من سكان جنوب السودان أي حوالي 4.9 مليون شخص في حاجة ماسة للطعام على وجه السرعة. بالإضافة للحرب الأهلية والانهيار الاقتصادي ساعدت عدة عوامل في تفاقم أزمة مجاعة جنوب السودان، منها أن أجزاء من ولايات جنوب السودان لم تسجل هطولًا للأمطار على مدار عامين، كما أن الزراعة تعطلت بسبب الحرب، وخسر المزارعون مواشيهم، وأصبحوا يعتمدون على الصيد أو جمع النباتات.

## التاريخ
عانى جنوب السودان من مجاعة في العام 1998 أي قبل استقلالها، ولم تسجل سابقة الإعلان عن أي مجاعة بشكل رسمي في أي مكان في العالم خلال السنوات الستة السابقة لعام 2017، وكانت هناك تحذيرات من مجاعة وشيكة في اليمن والصومال والجزء الشمالي الشرقي من نيجيريا، ولكن الإعلان الرسمي لأي مجاعة يتطلب استيفاء المعايير التالية:
- 20٪ من الأسر تعاني نقصًا في المواد الغذائية الأساسية.
- 30٪ من السكان يعانون من سوء التغذية.
- وفاة ما لا يقل عن 5000 شخص في كل يوم.

في 20 فبراير صدر تحديث تصنيف الأمن الغذائي المتكامل، حيث وُجد أن أن 4.9 مليون من سكان جنوب السودان، أي 40٪ من السكان كانوا في حاجة ماسة إلى الغذاء العاجل بالإضافة لدعم الزراعة وتقديم المساعدة التغذية. وكان تقرير مسح جرى على 23 بلد، منها 14 دولة تجاوزت عتبة سوء التغذية الحاد. قام برنامج الأغذية العالمي بعمليات الإغاثة طوال فترة الحرب الأهلية السودانية، وقام بالتخفيف من خطر المجاعة في مناطق أخرى وخاصة في ولاية شمال بحر الغزال وإقليم بحر الغزال، وكان بحر الغزال المنطقة الأكثر تضررًا في مجاعة عام 1998، عندما عصف بها الجفاف لمدة عامين. وصف تقرير للأمم المتحدة عام 2016 ولاية الوحدة كموقع قتال متواصل ومستمر خلال الحرب الأهلية لما تتمتع به من أهمية اقتصادية ورمزية كبيرة بسبب مواردها النفطية الهائلة، وكذلك لما تتمتع به أغلبية من فبيلتي النوير ودينكا، التي تدور بينهما حرب قبلية.
في المؤتمر الصحفي لإعلان المجاعة في جنوب السودان قال إساياه تشول أرواي رئيس المكتب الوطني للإحصاءات في جنوب السودان: إن بعض مقاطعات ولاية الوحدة مصنفة أنها في مجاعة أو معرضة لخطر المجاعة، وأنه يتوقع أن يعاني 4.9 ملايين شخص من انعدام الأمن الغذائي بين شهري فبراير وأبريل بسبب الأثر بعيد المدى للصراع في جنوب السودان وارتفاع أسعار الغذاء وتعثر الاقتصاد وانخفاض الإنتاج الزراعي على أن يرتفع هذا الرقم إلى 5.5 ملايين شخص بحلول شهر يوليو. وصرح يوجين أوسو منسق الشؤون الإنسانية في الأمم المتحدة في جنوب السودان بأن: المأساة الأساسية للتقرير الذي نشر اليوم هو أن المشكلة من صنع الإنسان.

## تطور المجاعة
في شهر فبراير عام 2015 سجل برنامج الغذاء العالمي مؤشرات لاحتمال حصول جفاف في جنوب السودان وغيرها من الدول المجاورة له بسبب ظاهرة إل نينيو. وأفصح أحد تقارير البرنامج أن جنوب السودان كان قد شهد بداية جيدة جدًا للموسم الزراعي، وتنبأ أن يكون الموسم الزراعي استثناءْ من التنبؤ الإقليمي المتشائم للمواسم الزراعية في الفترة بين شهري يوليو سبتمبر عام 2015. بحلول شهر سبتمبر عام 2015 شهدت مقاطعة لير والتي تُعد مركزًا لزعيم المتمردين رياك مشار حدوث مؤشرات مستقبلية لحصول مجاعة تعم المقاطعة، لخلوها من الماشية، وأصبح وخالية تقريبًا من المدنيين الفارين من المذابح وإحراق المنازل والحقول. ساهم الجفاف في حصول المجاعة عن طريق انخفاض إنتاج المحاصيل جزئيًا بسبب طول فترة القتال الذي توازى مع انعدام هطول الأمطار.
في شهر يناير عام 2016 أشار تقرير لمنظمة الصحة العالمية أن الظروف الحالية قد تؤدي إلى مجاعة شاملة بسبب الجفاف في الجزء الأوسط والشرقي من جمهورية جنوب السودان. في شهر مارس 2016 أفادت منظمة الأمم المتحدة أن جيش جنوب السودان قام بتمويل عملياته القتالية ليس بالمال ولكن بمصادرة المواشي وممتلكات المدنيين، وقام باغتصاب المدنيين وقتل النساء كشكل من أشكال بدائل دفع الرواتب للجنود، ووصف التقرير أن جميع الأطراف ولا سيما حكومة جنوب السودان وقوات الجيش الشعبي والميليشيات المتحالفة معها قاموا بهجمات قتالية استهدفت المدنيين على أساس عرقي، وقاموا بتدمير منهجي للمدن والقرى، وخلص التقرير إلى أن نمط الانتهاكات يشير إلى وجود إستراتيجية متعمدة لحرمان المدنيين الذين يعيشون في المنطقة من أي شكل من أشكال كسب الرزق أو الدعم المادي. بحلول شهر أغسطس عام 2016 سيطرت على جنوب السودان أزمة غذاء من صنع الإنسان، وزاد الأمر سواءً انقطاع المساعدات الغذائية المقدمة من المنظمات الإنسانية، في ذلك الوقت كان ما يقرب من ربع سكان البلاد في حاجة ماسة إلى المساعدات الغذائية.
لخصت الأمم المتحدة أسباب المجاعة التي ضربت جنوب السودان إلى: ماأدته ثلاث سنوات من النزاع من تقويض إنتاج المحاصيل وسبل المعيشة بشكل كبير، ودمر ارتفاع مستوى العنف منذ شهر يوليو 2016 الإنتاج الغذائي، بما في ذلك الإنتاج في مناطق كانت مستقرة من قبل، كما أن الارتفاع الحاد في نسبة التضخم والذي وصل إلى أكثر من 800 بالمائة على أساس سنوي وانهيار الأسواق قد أثرا على مناطق تعتمد تقليديًا على الأسواق لتلبية الحاجات الغذائية، كما يعاني سكان المدن في محاولاتهم لمواكبة الارتفاع الضخم في أسعار المواد الغذائية الأساسية.

## اللاجئون
أعلنت المفوضية العليا للأمم المتحدة لشؤون اللاجئين الأحد 19 فبراير 2017أن عدد اللاجئين من جمهورية جنوب السودان الذين وصلوا إلى السودان بلغ حوالي 305 ألف شخص. وقال مكتب الأمم المتحدة لتنسيق الشئون الإنسانية أن أغلبية اللاجئين من جنوب السودان وصلوا إلى ولاية شرق دارفور غربي السودان، والنيل الأبيض، وأن أكثر من 65% من اللاجئين هم من الأطفال الذين يصل الكثيرون منهم مصابين بمستويات حرجة من سوء التغذية. توقعت مفوضية شئون اللاجئين وشركاؤها تواصل تدفق اللاجئين من مواطني دولة جنوب السودان إلى السودان خلال العام 2017، بسبب خطورة الوضع في الدولة الوليدة التي ينتشر فيها القتال، ولمستويات حرجة من انعدام الأمن الغذائي في المناطق القريبة من الحدود مع السودان.
كان أكثر من 760 ألف لاجئ فروا من جنوب السودان، بمعدل 63 ألف شخص شهريًا في المتوسط خلال النصف الثاني من عام 2016 منذ اندلاع القتال العنيف في جنوب السودان في شهر يوليو بعد انهيار اتفاق السلام بين الحكومة السودانية وقوات المعارضة. قرر السودان رسمياً في شهر سبتمبر معاملة الأشخاص الفارين من الحرب في جنوب السودان باعتبارهم لاجئين، ما فتح الباب أمام الأمم المتحدة لتقديم العون لهم وتمويل برامج إغاثتهم.

## المعالجة
في عام 2016 كثفت العديد من الوكالات التابعة للأمم المتحدة ووكالات الإغاثة الأخرى جهودها في حل مشكلة مجاعة جنوب السودان، وحققت هذه الوكالات رقمًا قياسيًا في المساعدات لمرحلة ما بعد استقلال جنوب السودان، من خلال وصولها إلى أربعة ملايين شخص مع توفير 265.000 طن متري من المساعدات الغذائية، بقيمة قدرت بحوالي 13.8 مليون دولار من المساعدات النقدية. وفقًا لمساعد الأمين العام للامم المتحدة جوستين فورسيث: لا أحد يجب أن يموت جوعًا في عام 2017 وهناك ما يكفي من الغذاء في العالم، لدينا ما يكفي من القدرة بمساعدة المجتمع الإنساني، من خلال جمهورية جنوب السودان واليونيسيف تم توفير 620 مركزًا لمعالجة سوء التغذية الحادة عند الأطفال. في 21 فبراير قالت المملكة المتحدة أنها ستصدر ما مجموعه 100 مليون جنية إسترليني من المساعدات الغذائية والإنسانية لجنوب السودان في عام 2017، في حين قال الإتحاد الأوروبي أنه سيرسل 69 مليون يورو.